# Nómadas nocturnos
Nómadas nocturnos, cuyo título original en inglés es Nightflyers, es una novela corta de ciencia ficción y terror de George R. R. Martin publicada en el número de abril de 1980 de la revista Analog Science Fiction and Fact. Una versión ampliada fue publicada en 1981 por Dell Publishing en el número 5 de su serie de volúmenes dobles Binary Star. Asimismo, fue incluida en la recopilación de historias cortas del mismo autor publicada en 1985 bajo el mismo título. En 1987 se produjo una película basada en ella, y fue adaptada como una serie de televisión estrenada en Syfy.
La obra fue traducida al español por Cristina Macía y publicada en 2013 en la antología Híbridos y engendros por la editorial Gigamesh.

## Contexto
Nómadas nocturnos es una de las historias híbridas que mezclaban los géneros de la ciencia ficción y el terror que Martin escribió a finales de la década de 1970 y principios de la de 1980 (de las cuales el relato Los reyes de la arena es el más conocido). Estas obras surgieron como respuesta a la afirmación de un crítico según la cual "ciencia ficción y terror eran [géneros] opuestos y fundamentalmente incompatibles". Como fan de ambos géneros, Martin decidió escribir una serie de historias que combinaran ambos satisfactoriamente y refutaran dicha afirmación.
Esta historia se publicó en 1980 como una novela corta de 23 000 palabras en Analog Science Fiction and Fact. En 1981, por petición del redactor jefe, James Frenkel, Martin expandió la historia hasta las 30 000 palabras, y fue publicada por Dell Publishing como parte de la colección Estrella binaria. En la versión extendida, Martin proporcionó más historia de trasfondo a los personajes, y dio nombres a varios de los secundarios que no lo tenían en la versión original.
Nómadas nocturnos está ambientada en el universo ficticio de los Mil Mundos, el mismo en el que se enmarcan obras como Muerte de la luz, Los reyes de la arena, Una canción para Lya, La cruz y el dragón y las historias recogidas en Los viajes de Tuf.

## Argumento
Una expedición científica formada por nueve académicos es enviada a estudiar una raza alienígena desconocida denominada los volcryn. Viajan en la Nightflyer, una nave espacial única, totalmente autónoma y dirigida por un solo humano: el capitán Royd Eris. Este se niega a comunicarse con el resto de la tripulación excepto a través de voz u hologramas.

## Ediciones
La versión original de 23 000 palabras apareció en el número de abril de 1980 de la revista Analog (en ese momento bajo la denominación Analog Science Fiction-Science Fact), dirigida entonces por Stanley Schmidt. La versión extendida (de 30 000 palabras) solicitada por James Frenkel fue publicada en 1981 por Dell Publishing, en el número 5 de su colección de "dobles" Binary star (Estrella binaria), que incluía también la novela corta True Names de Vernor Vinge.
Esa misma versión extendida es la que se incluyó en la quinta colección de relatos de Martin, publicada en diciembre de 1985 bajo el título de Nightflyers por la editorial Bluejay Books. Aparte de la novela corta que le da nombre, esta colección contiene las siguientes historias: Override (1973), Weekend in a War Zone (1977), And Seven Times Never Kill Man (1975), Nor the Many-Colored Fires of a Star Ring (1976) y Una canción para Lya (1974). La colección fue reeditada por Tor Books en 1977 y 1978, y nuevamente (bajo el título de Nightflyers & Other Stories) en mayo de 2018. En el Reino Unido han sido publicadas ambas por Harper Voyager.

## Adaptaciones

### Cine
En 1987 se produjo una película basada en esta novela corta con el mismo título. El guion fue adaptado por Robert Jaffe y la dirección corrió a cargo de T. C. Blake, un seudónimo de Robert Collector, quien abandonó la producción antes de que finalizara el rodaje. La película fue acusada de blanquear uno de los personajes, cambiando su raza no caucásica por la caucásica. George R. R. Martin concibió a ese personaje, Melantha Jhirl, como de raza negra debido a sus características físicas, una «supermujer genéticamente modificada de piel oscura». Además, el nombre Melantha es de origen griego y significa flor negra.
La película se centra en un grupo de científicos embarcados en un viaje espacial para encontrar una misteriosa raza alienígena. Durante el viaje son víctimas de la malévola computadora de la nave. Según George R. R. Martin, Robert Jaffe probablemente creó el libreto adaptando la novela corta original, ya que en la película todos los personajes secundarios tenían nombres distintos a los que les dio en la versión extendida. La película recaudó 1.149.470 dólares. En 2017 Martin afirmó que aunque no fue un gran éxito, él considera que la película le salvó la carrera.

### Televisión
Actualmente se encuentra en producción una serie de televisión basada en la historia de Martin producida por el canal SyFy. Su estreno tendrá lugar en otoño de 2018. La serie está basada en la película de 1987, y Robert Jaffe es uno de los productores, siendo otro de ellos Daniel Cerone. El libreto del episodio piloto fue escrito por Jeff Buhler. Martin no se ha involucrado en la producción o el guion de la serie ya que su contrato con la HBO incluye una cláusula de exclusividad.
El 6 de diciembre de 2017, la cadena anunció que Jodie Turner-Smith sería Melantha Jhirl. George R. R. Martin expresó su entusiasmo por la elección, e indicó que representaba adecuadamente al personaje de la novela corta original a diferencia de la película de 1987, ya que esta había elegido a una actriz caucásica en vez de una de raza negra.
El 4 de enero de 2018 se anunció que Netflix coproduciría la serie, haciéndose con los derechos de la primera emisión de la serie fuera de los EE. UU.

## Premios
En 1981, Nómadas nocturnos ganó el premio Locus a la mejor novela corta y los lectores de Analog la eligieron como la mejor novela corta publicada en la revista durante el año. Estuvo nominada al premio Hugo a la mejor novela corta. Por último, recibió el Premio Seiun en Japón a la mejor obra corta extranjera de ficción.
La colección Nightflyers quedó en cuarta posición en el premio Locus a la mejor colección en 1986.